# Leo Wright
Leo Wright (14. prosince 1933 Wichita Falls – 4. ledna 1991 Vídeň) byl americký jazzový saxofonista, klarinetista a flétnista. Svou první nahrávku vytvořil v roce 1958, když hrál s vibrafonistou Davem Pikem. O rok později se na tři roky stal členem skupiny Dizzy Gillespieho. Během své kariéry spolupracoval i s dalšími hudebníky, mezi které patří Charles Mingus, Lalo Schifrin, Tadd Dameron, Blue Mitchell nebo Kenny Burrell. Zemřel v roce 1991 na infarkt.